# Max Julius Coudenhove
Max Julius Coudenhove, plným jménem Max Julius Viktor Maria hrabě von Coudenhove (17. prosince 1865 Vídeň – 3. července 1928 Bad Kissingen) byl rakousko-uherský politik a státní úředník. Jako vystudovaný právník působil od roku 1887 ve státní správě, nakonec byl před zánikem Rakouska-Uherska posledním místodržitelem Českého království (1915–1918; v této funkci působil v letech 1896–1911 jeho starší bratr Karel Coudenhove). Po vyhlášení samostatné Československé republiky předal agendu státní správy novým orgánům a v roce 1918 odešel do soukromí. Jeho tchánem byl dlouholetý rakouský předseda vlády Eduard Taaffe.

## Životopis
Pocházel ze starého šlechtického rodu z Brabantska, předkové vstoupili do služeb habsburské monarchie a v roce 1790 obdrželi říšský hraběcí stav. Narodil se jako třetí syn c.k. komořího a plukovníka hraběte Theophila Coudenhove (1803–1880) a Henrietty, rozené Auerspergové (1820–1873). Studoval Akademické gymnázium ve Vídni a následně právnickou fakultu tamtéž. Kariéru státního úředníka zahájil v roce 1887 jako praktikant na moravském místodržitelství v Brně. V letech 1889–1891 působil u okresního hejtmanství ve Vídeňském Novém Městě, v roce 1890 byl jmenován c.k. komořím. Poté se vrátil na Moravu a v letech 1893–1900 byl okresním hejtmanem v Hranicích. V roce 1899 se stal místodržitelským radou v Brně, kde vedl živnostenský referát (1900–1902) a poté byl šéfem prezidiální kanceláře (1902–1905). V roce 1904 byl jmenován dvorním radou a v této hodnosti působil v letech 1905–1908 u Správního soudního dvora ve Vídni. V letech 1908–1915 zastával úřad zemského prezidenta ve Slezsku (v jiných korunních zemích monarchie se tento post nazýval místodržícím). Od roku 1911 byl též c.k. tajným radou. V březnu 1915 byl jmenován místodržitelem v Čechách, nátlakem armádního velení byl tentýž rok odvolán a posléze opět dosazen. Byl pod kontrolou armády a zůstal na této pozici až do rozpadu Rakousko-Uherska. Jako místodržící a zemský prezident byl politickým smýšlením Němec a tím si získal důvěru a autoritu Němců v Českých zemích, avšak k českému obyvatelstvu byl nesmířlivý a roku 1915 vydal oběžník, který připomínal, že jediným jazykem pro vnitřní úřadování je němčina. Stremayrova jazyková nařízení z roku 1880 totiž povolila češtinu jen jako vnější úřední jazyk (tj. pro styk úřadů se stranami), ale v praxi byla čeština používána i pro vnitřní úřadování (tj. styk úřadů mezi sebou), proti čemuž Coudenhove nyní vystoupil. Oběžník byl vydán i pro oblast soudnictví, finanční správy a státní železnice. Po zániku monarchie vedl 29. října 1918 jednání s Národním výborem o předání moci v nově vzniklém Československu. Na vlastní žádost byl penzionován k datu 10. listopadu 1918 a od té doby žil v soukromí ve Vídni a na svých statcích.
Během působení v nejvyšších úřadech státní správy obdržel velkokříž Řádu Františka Josefa (1913) a Řád železné koruny I. třídy (1916), dále byl nositelem pruského Řádu koruny. Díky dlouholetému působení na Moravě získal čestné občanství v Hranicích a v řadě obcí hranického okresu, čestným občanem byl též v Jeseníku.

## Rodina
V roce 1889 se ve Vídni oženil s hraběnkou Marií Amálií Taaffeovou (21. 9. 1866 Salcburk – 19. 11. 1928 Vídeň), nejstarší dcerou dlouholetého rakouského předsedy vlády Eduard Taaffeho. Měli spolu jediného syna:
- Eduard František Josef (2. 12. 1890 Vídeň – 20. 12. 1964 Štýrský Hradec)[8]
  - ⚭ (1914) Hildegarda Keil von Eichenthurn (11. 9. 1890 Opava – 19. 2. 1967 Štýrský Hradec)

Maxův nejstarší bratr Gerolf Edmund Coudenhove (1852–1897) byl c.k. komořím a vlastnil statky v Bavorsku. Další bratr Karel (1855–1913) byl též vysokým státním úředníkem a v letech 1896–1911 místodržitelem v Čechách. Jejich vzdálení bratranci založili rodové linie Coudenhove-Kalergi a Coudenhove-Honrichs, jimž patřily statky v západních Čechách (Poběžovice) a na jižní Moravě (Kunštát).